# James Flynn (Fechter)
James Hummitzsch Flynn (* 8. August 1907 in Paterson; † 15. August 2000 in West Orange) war ein US-amerikanischer Säbelfechter.

## Leben
James Flynn nahm an den Olympischen Spielen 1948 in London teil, bei denen er mit der Mannschaft den dritten Platz belegte. Mit Miguel de Capriles, Dean Cetrulo, Norman Cohn-Armitage, Tibor Nyilas und George Worth erhielt er somit die Bronzemedaille.
1947 wurde er US-amerikanischer Meister im Einzel, zudem gewann er viermal den nationalen Titel im Mannschaftswettbewerb. Flynn war Podologe.